# Нестеренки (Полтавський район)
Несте́ренки —  село в Україні, у Новоселівській сільській громаді Полтавського району Полтавської області. Населення становить 369 осіб. До 2017 орган місцевого самоврядування — Нестеренківська сільська рада.

## Географія
Село Нестеренки знаходиться на відстані 1,5 км від сіл Сусідки та Рунівщина. Поруч проходить автомобільна дорога Т 1707.

## Історія
12 червня 2020 року, відповідно до розпорядження Кабінету Міністрів України № 721-р «Про визначення адміністративних центрів та затвердження територій територіальних громад Полтавської області», село увійшло до складу Новоселівської сільської громади.
19 липня 2020 року, в результаті адміністративно - територіальної реформи та ліквідації Полтавського району(1925-2020), село увійшло до складу новоутвореного Полтавського району.

## Освіта в населеному пункті
В селі Нестеренки є також початкова школа, а також ігрові майданчики, де діти можуть після занять добре провести час.

## Відомі люди
Качалка Віталій (07 лютого 1980 р. —12 квітня 2022 р.) — український військовик, учасник російсько-української війни.